# Pfarrhaus (Waldfenster)

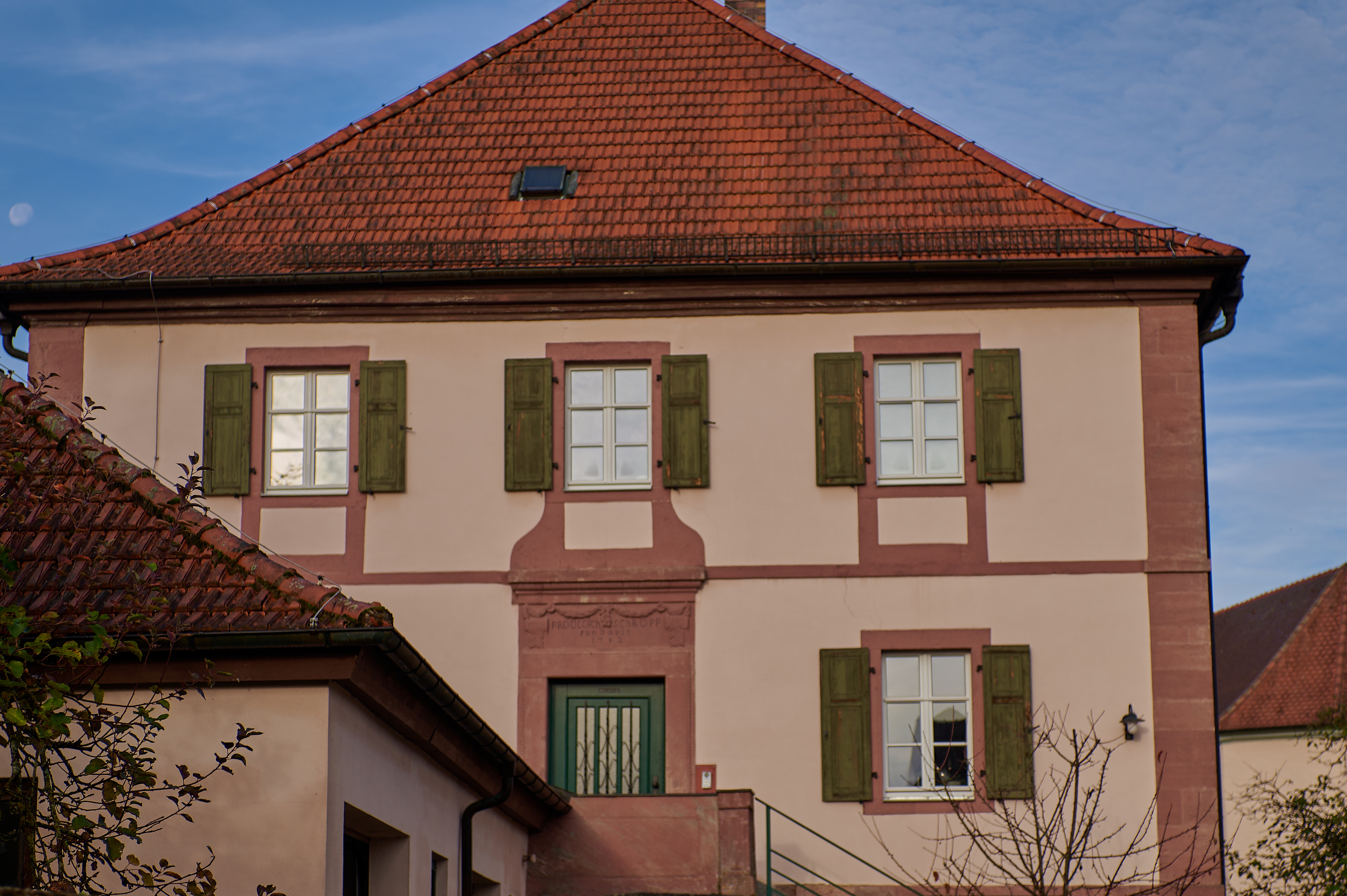
Ehemaliges Pfarrhaus in Waldfenster

Das Pfarrhaus in Waldfenster, einem Gemeindeteil von Burkardroth im unterfränkischen Landkreis Bad Kissingen in Bayern, wurde 1782 errichtet. Das ehemalige Pfarrhaus mit der Adresse Zum Lärcheneck 4, neben der katholischen Pfarrkirche Maria Himmelfahrt, ist ein geschütztes Baudenkmal.
Der zweigeschossige, massive Walmdachbau mit hoher Sockelzone besitzt eine Freitreppe auf der Südseite. Die Tür- und Fensterrahmungen sind aus Sandstein.